# 郭康伟
郭康伟（1980年1月—），男，汉族，工学学士，中共党员，天津市宝坻区区长，毕业于天津城市建设学院。

## 生平[2]
1998年9月至2002年7月，于天津城市建设学院市政与环境工程系环境工程专业学习。2002年7月至2006年4月，任天津市环境科学研究院综合办公室干部。2006年4月至2006年12月，任天津市环境科学研究院综合办公室副主任。2006年12月至2007年12月，任天津市环境科学研究院综合办公室主任。2007年12月至2008年11月，天津市环境科学研究院综合办公室主任兼人力资源部部长。2008年11月至2010年1月，挂职天津市环境保护局办公室副主任。2010年1月至2013年3月，任天津市环境保护局办公室副主任。2013年3月至2014年8月，任天津市环境保护局大气环境保护处(机动车污染防治处)处长。2014年8月至2016年6月，任天津市环境保护品机动车污染防治处处长兼天津市机动车排污监控中心党支部书记、主任。2016年6月至2017年8月，任宁河区丰台镇党委书记。2017年8月至2018年9月，任宁河区北淮淀镇党委书记。2018年9月至2020年1月，任天津市纪委第三执纪监督室主任（副局级）。2020年1月至2020年7月，任天津市纪委监委第三监督检查室主任（副局级）。2020年7月至2021年10月，任天津市河东区副区长。2021年10月，任天津市宝坻区代区长、副区长，天津市宝坻区委副书记，宝坻区政府党组书记。2021年12月14日，天津市宝坻区第六届人民代表大会第一次会议举行第三次全体会议，选举郭康伟为宝坻区人民政府区长。